# Province de La Mar
La province de La Mar (en espagnol : Provincia de La Mar) est l'une des onze provinces de la région d'Ayacucho, au sud du Pérou. Son chef-lieu est la ville de San Miguel.

## Géographie
La province couvre une superficie de 4 392,15 km2. Elle est limitée à l'est par la région de Cuzco, au sud par la région d'Apurímac, au sud-ouest et à l'ouest par la province de Huamanga, au nord-ouest et au nord par la province de Huanta.

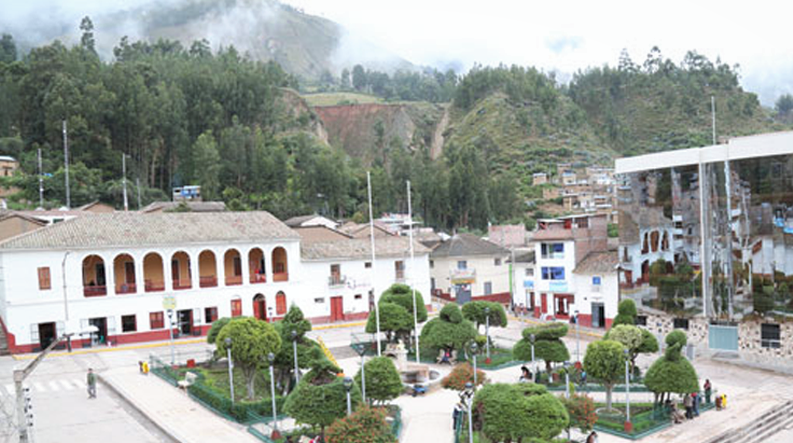
Quartier de San Miguel

## Population
La population de la province s'élevait à 82 473 habitants en 2005.

## Subdivisions
La province de La Mar est divisée en huit districts :
- Anco
- Ayna
- Chilcas
- Chungui
- Luis Carranza
- San Miguel
- Santa Rosa
- Tambo